# مستشفى عالية الحكومي
مستشفى الأميرة عالية الحكومي أو مستشفى الخليل الحكومي هو أحد المستشفيات الحكومية الفلسطينية العاملة في الضفة الغربية في محافظة الخليل، تبلغ قدرته السريرية 278 سريرًا، ويعمل فيه 568 موظفًا، موزعين على النحو التالي:
| توزيع القوى العاملة في المستشفى (2022) | توزيع القوى العاملة في المستشفى (2022) | توزيع القوى العاملة في المستشفى (2022) | توزيع القوى العاملة في المستشفى (2022) | توزيع القوى العاملة في المستشفى (2022) | توزيع القوى العاملة في المستشفى (2022) | توزيع القوى العاملة في المستشفى (2022) | توزيع القوى العاملة في المستشفى (2022) |
| إدارة وخدمات                           | مهن طبية مساندة                        | قابلة                                  | ممرض                                   | صيدلاني                                | طبيب أسنان واختصاصي                    | طبيب اختصاصي                           | طبيب عام                               |
| -------------------------------------- | -------------------------------------- | -------------------------------------- | -------------------------------------- | -------------------------------------- | -------------------------------------- | -------------------------------------- | -------------------------------------- |
| 96                                     | 87                                     | 34                                     | 271                                    | 11                                     | 0                                      | 51                                     | 18                                     |

## التأسيس
بُني مستشفى الخليل الحكومي عام 1957م على مساحة 11 دونمًا زمن الملك حسين بن طلال؛ لتقديم الخدمات الطبيّة لسكان قضاء الخليل آنذاك. يعتبر من أكبر المؤسسات الصحية في جنوب الضفة الغربية، والمستشفى المركزي الحكومي لها. بدأ المستشفى العمل بقدرة سريرية تبلغ 100 سريراً حتى عام النكسة. مر بعدها المستشفى بظروف صعبة، ولم يتطور لقلة الدعم والإمكانيات، حتى أن الأسرة تقلصت لـ 75 سريراً. ومن بعد تأسيس السلطة الفلسطينية توسع المستشفى وتطورت خدماته حتى أصبح يضم 237 سرير عام 2017.

## المستشفى اليوم
شهد المستشفى خلال الأعوام السابقة، تطوراً ملحوظاً ونقلة نوعية بافتتاح عدد من الأقسام الجديدة، وربط المستشفى بشبكة النظام الصحي المحوسب (HIS)، من أجل أرشفة كافّة الإجراءات الطبية والتعامل معها بشكل سريع وأمن، والاستغناء عن الورق، كما تم أيضا تجهيز نظام (RO) و (السوفتنير) في قسم الكلية الصناعية.وفي عام 2016، اعتمد المستشفى كمستشفى صديق للطفل؛ لجودة الخدمات الصحيّة والمرافق المخصصة لعلاج الأطفال فيه.

### الخدمات
قدم المستشفى خدماته لأكثر من 800 ألف مواطن خلال عام 2017 وفق وزارة الصحة الفلسطينية من خلال أقسامه المختلفة وهي: الطوارئ، والعمليات، والجراحة العامة، والجراحات التخصصية في المسالك البولية والعظام والأعصاب، والأنف والأذن والحنجرة، الباطني، العناية المكثفة والقلبية الحثيثة، والعناية المتوسطة، والكلية الصناعية، والعيون بالإضافة إلى خدمات الأطفال، والنسائية والتوليد، والحضانة، كذلك أمراض الدم والهيموفيليا والثلاسيميا، والمختبر وبنك الدم، والأشعة، والعيادات الخارجية، ووحدة الحروق، والعلاج الطبيعي. بلغت نسبة إشغال المستشفى في نفس العام قرابة 155% وهي الأعلى بين المستشفيات الحكومية.

## أحداث

### جائحة فيروس كورونا في فلسطين
قررت وزيرة الصحة الفلسطينية مي الكيلة في 16 يونيو 2020، إغلاق قسم الباطني في مستشفى الخليل الحكومي مؤقتًا والحجر على كل من كان متواجدًا فيه نتيجة اكتشاف حالات مُصابة بمرض فيروس كورونا 2019.